# 양전백

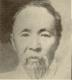
양전백

양전백(梁甸伯, 1869년 3월 10일 ~ 1933년 1월 17일)은 독립운동가이며 1919년 3.1운동 당시 민족대표 33인 중 한 명이다. 장로교 목사이고 아호는 격헌(格軒)이다. 이명은 양 섭(梁 燮)이며, 본관은 남원 양씨이다.

## 생애
평안도 의주군 고관면 상고동에서 아버지 양형식(梁亨植)과 어머니 수원 백씨의 사이에 장남으로 출생하여, 지난날 한때 평안도 선천군에서 잠시 유아기를 보낸 적이 있다. 1894년 개신교에 입문했다. 1897년 전도사가 되었고, 1907년 조선예수교장로회신학교(일명 평양신학교)를 제1회로 졸업하여 한국 최초의 장로교 목사 일곱 명 중 한 사람이 되었다. 민족대표 33인의 일원이었던 길선주와는 평양신학교 동기생이다.
선교사들과 더불어 선천에 신성중학교와 보성여학교를 설립하고 황성기독교청년회(YMCA) 집회 강사로 활동하면서 평양의 안창호, 정주의 이승훈과 함께 평안도 지역의 대표적인 기독교 교육 사업가로 꼽히던 중, 1911년 105인 사건에 신민회 인사들과 같이 연루되어 징역 6년형을 선고받고 2년간 복역하였다. 출옥 후 1914년 조선예수교장로회 총회 부회장, 1916년 총회장에 선출됐다.
1919년 3·1 운동 때는 미리 경성부에서 천도교와의 연합을 의논하고 돌아온 이승훈을 이명룡, 유여대, 김병조 등 이 지역의 기독교계 인사들과 함께 만난 뒤 민족대표 33인의 한 사람으로서 참가하기로 결정, 기미독립선언서에 서명하고 태화관에서 열린 낭독 행사에 참여했다. 선천에서는 신성중학교 교사와 학생들이 독립선언서를 인쇄하여 배포했다. 이 사건으로 체포되어 징역 2년형을 선고 받고 복역했다. 1933년 1월 17일 평안북도 (일제강점기) 선천군 천북동 자택에서 지병으로 사망했다.

## 사후
- 대한민국 정부는 그의 공헌을 기려 1962년 건국훈장 대통령장을 추서하였다.

## 같이 보기
- 독립유공자로 대통령장을 수여받은 사람
- 이기풍
- 길선주
- 한국의 목회자 목록
- 전칠홍
- 백낙준
- 노윤석

## 참고자료
- 양전백 : 독립유공자 공훈록 - 국가보훈처